# Wanda Rutkiewicz

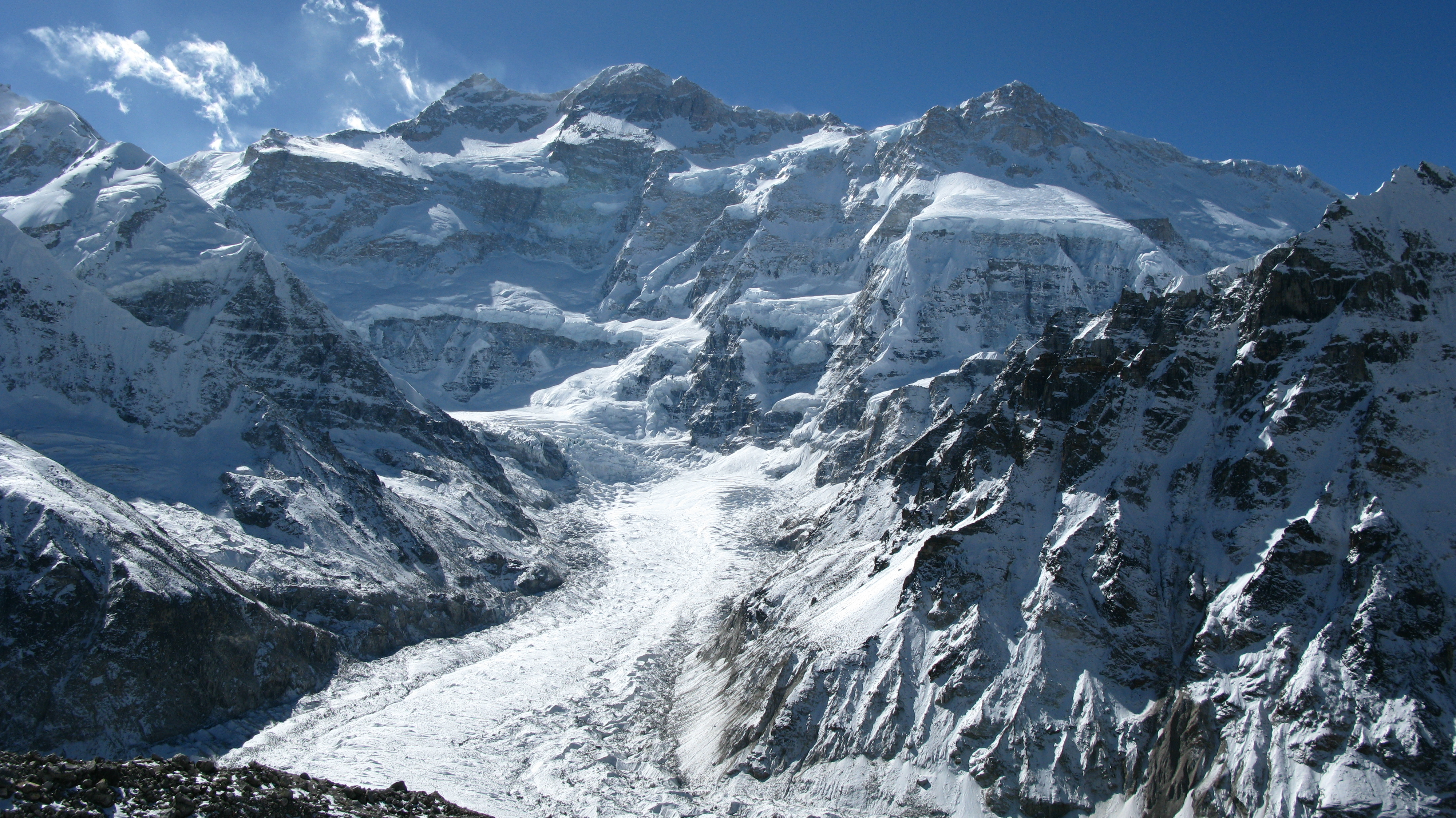
Masyw Kanczendzongi (główny szczyt 8586 m) widziany od strony zachodniej (nepalskiej) z obozu bazowego Pang Pema (5140 m),

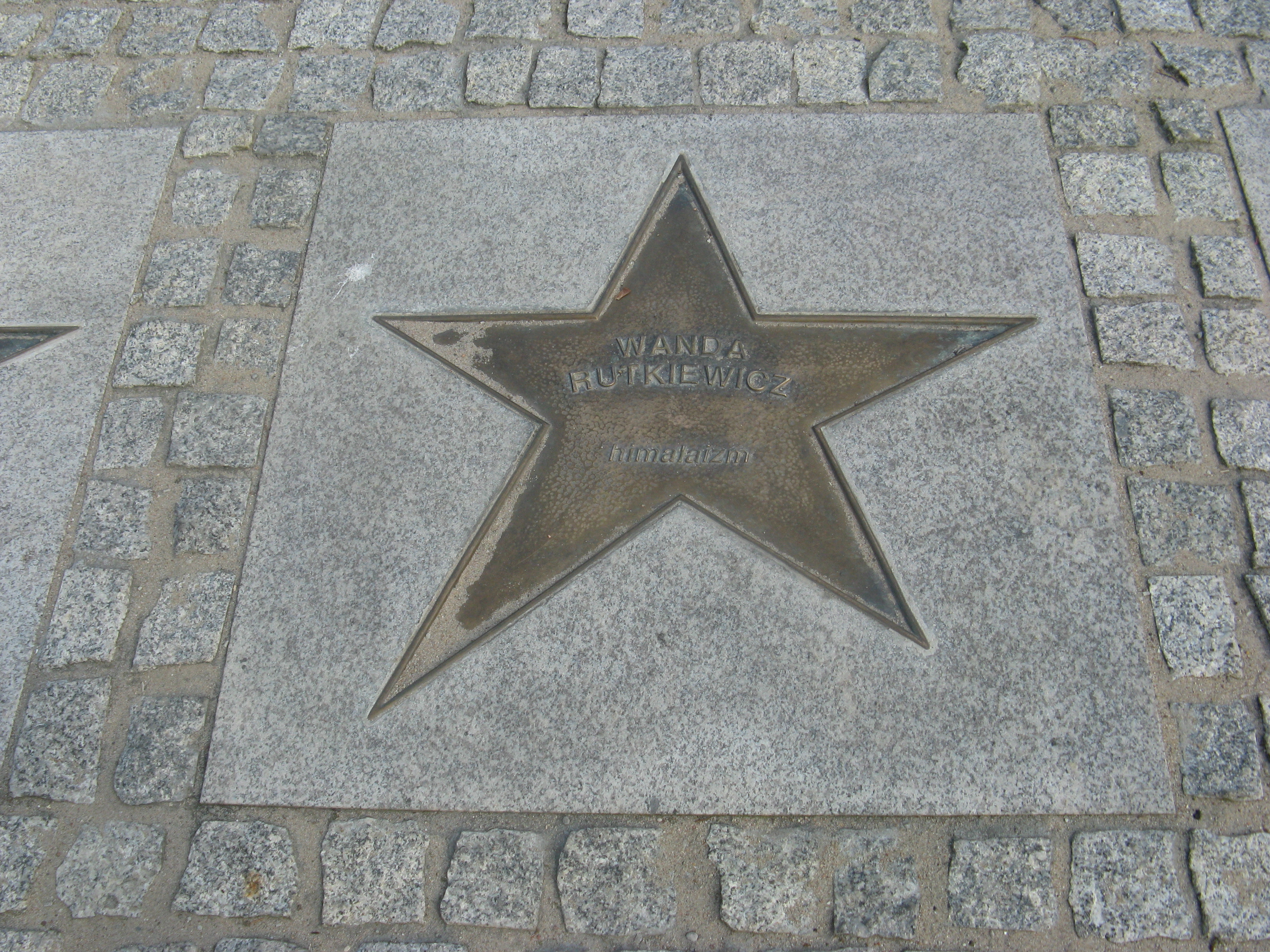
Gwiazda w Alei Gwiazd Sportu we Władysławowie

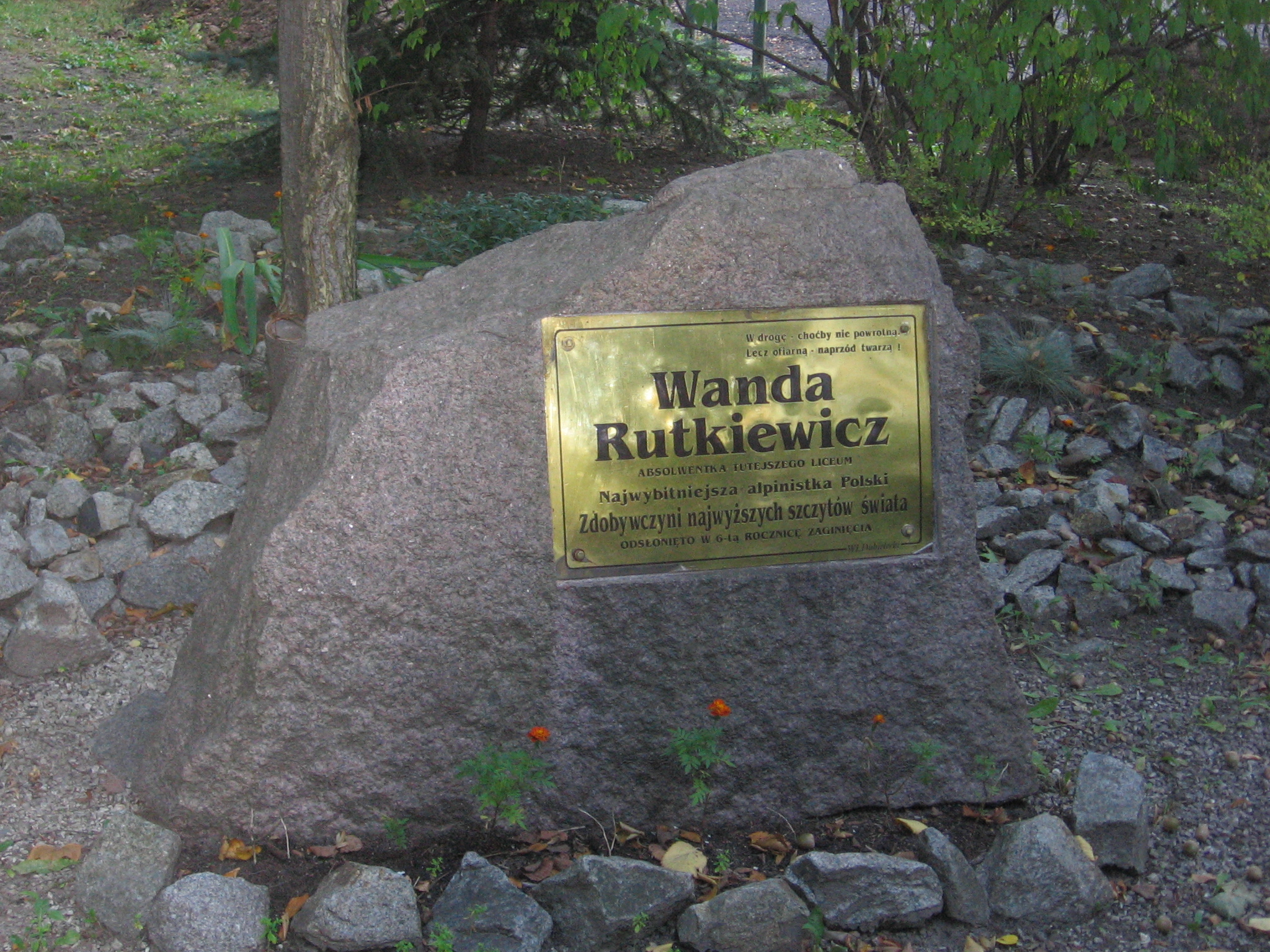
Kamień pamiątkowy przy wejściu do II LO we Wrocławiu

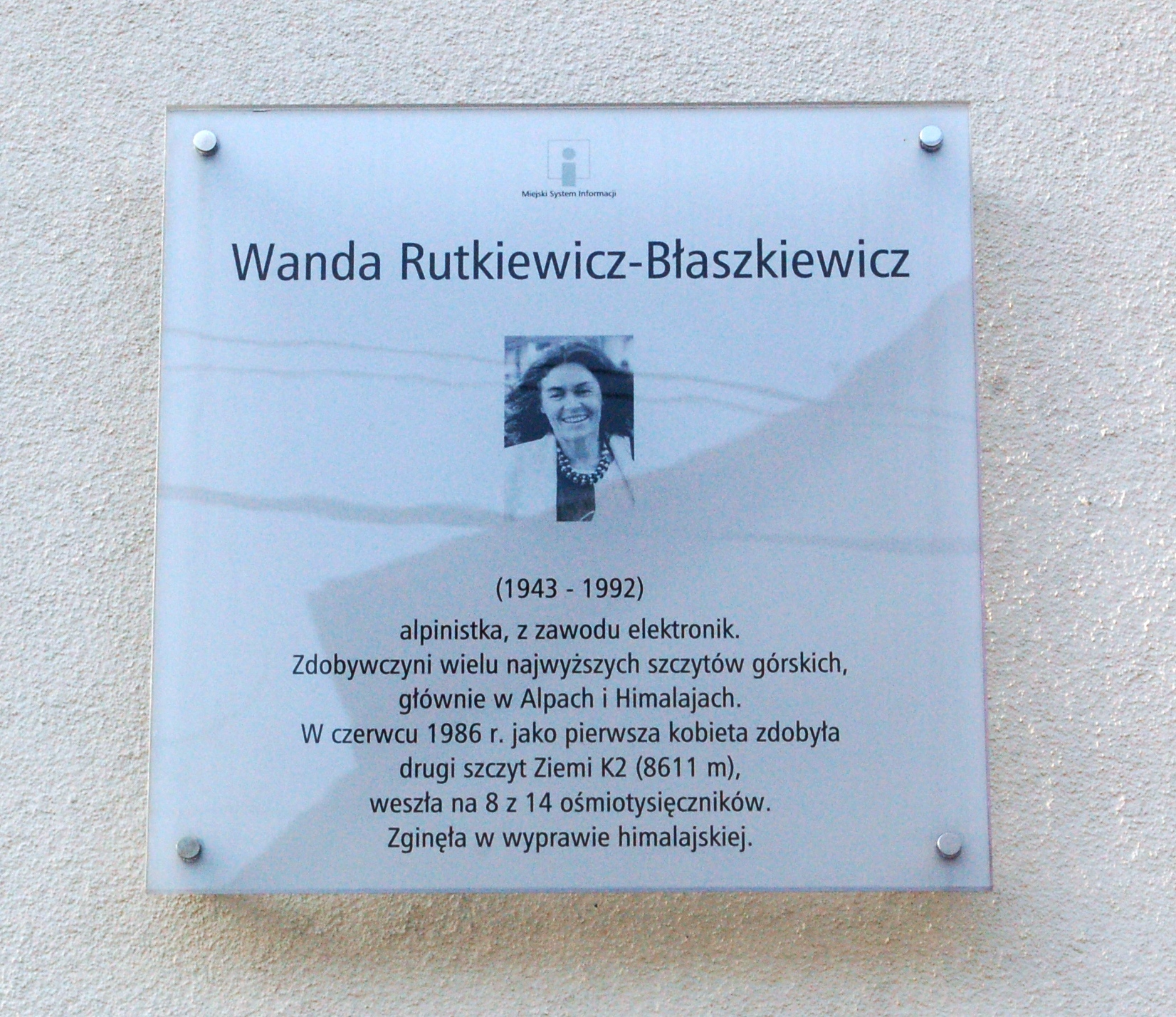
Tablica pamiątkowa w Warszawie

Wanda Halina Rutkiewicz z domu Błaszkiewicz (ur. 4 lutego 1943 w Płungianach, zaginęła 13 maja 1992 na stokach Kanczendzongi w Himalajach) – polska alpinistka i himalaistka, z zawodu elektronik, jedna z najwybitniejszych światowych himalaistek. Jako trzecia kobieta na świecie, pierwsza Europejka i pierwsza osoba z Polski zdobyła szczyt Mount Everestu, najwyższy szczyt Ziemi. 23 czerwca 1986, jako pierwsza kobieta na świecie i pierwsza osoba z Polski, zdobyła szczyt K2, drugi pod względem wysokości szczyt Ziemi.

## Życiorys
Córka inżyniera Zbigniewa Błaszkiewicza i Marii z Pietkunów. Miała troje rodzeństwa: Jerzego, Michała i Janinę. Po II wojnie światowej z rodzicami i starszym bratem Jerzym, jako repatriantka przyjechała do Łańcuta, gdzie mieszkali jej dziadkowie ze strony ojca, a potem do Wrocławia.
Doświadczyła dwóch rodzinnych tragedii. Gdy miała 5 lat zginął jej starszy o dwa lata brat Jerzy, który rozpalił ognisko na znalezionym niewypale. Z kolei gdy miała 29 lat zamordowany został jej ojciec.
Maturę zdała w II Liceum Ogólnokształcącym we Wrocławiu. Studiowała na Wydziale Łączności Politechniki Wrocławskiej, który ukończyła w 1965 i uzyskała dyplom magistra inżyniera elektronika. W latach 1964–1973 była zatrudniona jako pracownica naukowa w Instytucie Automatyki Systemów Energetycznych we Wrocławiu. W 1973 przeniosła się do Warszawy, gdzie podjęła pracę w Instytucie Maszyn Matematycznych.
Trenowała lekkoatletykę w klubie Parasol Wrocław. W latach 1961–1965 była zawodniczką w siatkówce, grała w klubie AZS Wrocław, a później do 1965 w Gwardii Wrocław. Była kapitanem juniorskiej reprezentacji Polski.
W latach 70. zdobyła licencję samochodowego kierowcy rajdowego. Zwyciężyła w Samochodowym Rajdzie Pań. Startowała również jako pilot z Marcinem Osiowskim. W latach 1980 i 1983 startowała w Rajdzie Festiwalowym jadąc samochodem Łada 1500.
Pierwsze kontakty ze wspinaniem miała w Rudawach Janowickich, na skałkach koło Janowic Wielkich, w pobliżu Jeleniej Góry. W 1962 roku ukończyła kurs taternicki na Hali Gąsienicowej w Tatrach. W Tatrach wspinała się na wielu klasycznych i bardzo trudnych drogach (lata 60.), m.in. północną ścianą Małego Kieżmarskiego Szczytu oraz wariantem „R” na Mnichu (1964). Poprowadziła kilka nowych dróg, m.in. na Koprowym Wierchu. Była także członkinią i uczestniczką wypraw jaskiniowych wrocławskiej Sekcji Grotołazów.
Po Tatrach były Alpy (od 1964), Pamir, Hindukusz i Himalaje. Należała do Klubu Wysokogórskiego we Wrocławiu, a po 1973 roku do Klubu Wysokogórskiego w Warszawie.
Osiągnięcia Wandy Rutkiewicz stawiają ją w gronie najlepszych himalaistek w historii. O swoich wyprawach i płynących stąd przemyśleniach często pisała w czasopismach o tematyce alpinistycznej. Była zdecydowaną rzeczniczką i zdeterminowaną realizatorką wspinaczkowej samodzielności kobiet. Była też autorką lub współautorką kilku książek.
Zaginęła w maju 1992 podczas ataku szczytowego na Kanczendzongę. Wraz z Carlosem Carsolio 12 maja o godz. 03:30 wyruszyli w górę z obozu IV na 7950 m. Po 12-godzinnej wspinaczce w głębokim śniegu Carsolio stanął na wierzchołku. Schodząc, napotkał Wandę na wysokości ponad 8200 metrów. Mimo braku sprzętu biwakowego, zdecydowała się przeczekać noc i kontynuować wejście następnego dnia. Według ówczesnego komunikatu Ministerstwo Turystyki Nepalu uznało prowadzenie akcji ratunkowej za praktycznie niemożliwe, a informacja o zaginięciu Polki dotarła do Polski po prawie dwóch tygodniach, 25 maja 1992. Jej ciała nie odnaleziono. Na nagrobku rodzinnego grobu na Cmentarzu św. Wawrzyńca we Wrocławiu umieszczono epitafium „WANDA RUTKIEWICZ 4.2.1943 †13.5.1992 PRO MEMORIA”. 

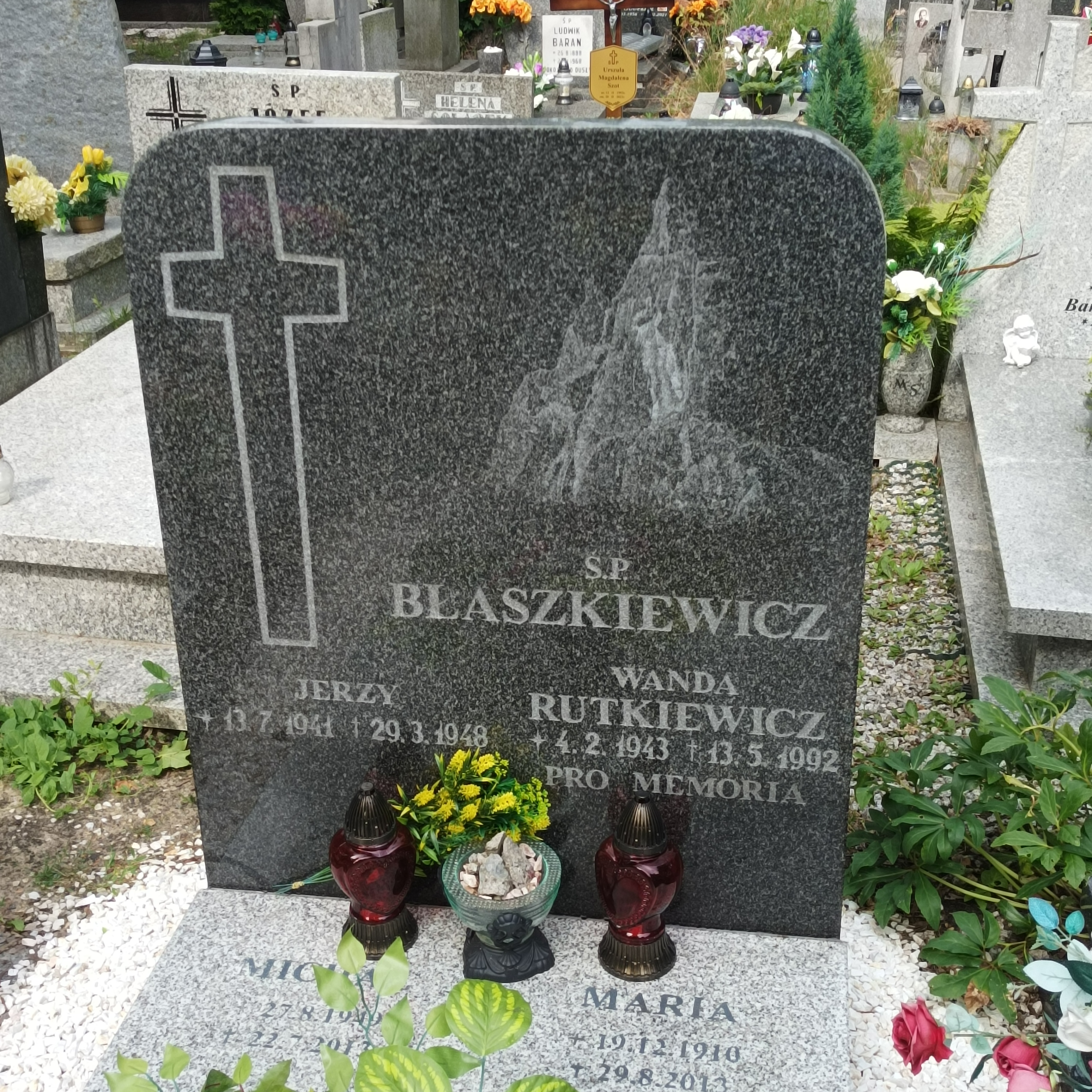
Epitafium Wandy Rutkiewicz na Cmentarzu św. Wawrzyńca we Wrocławiu

Wanda Rutkiewicz została wpisana do Księgi rekordów Guinnessa jako pierwsza kobieta, która zdobyła szczyt K2.

## Życie prywatne
Była dwukrotnie zamężna. W 1970 wyszła za taternika Wojciecha Rutkiewicza. Rozwiodła się z nim w 1973. Drugim jej mężem był austriacki lekarz i alpinista Helmut Scharfetter, z którym wzięła ślub w 1982 roku, a rozwiodła się w 1986.

## Kalendarium

### Alpy
- 1964–65 – wspinaczka w Alpach Zillertalskich: północno-zachodnia flanka Olperera, północna ściana Hochfernerspitze,
- 1966 – Mont Blanc bez korzystania z kolejek górskich,
- 1967 – pierwsze przejście kobiece wschodniej ściany Aiguille du Grépon (3482 m) z Haliną Krüger-Syrokomską,
- 19–22 sierpnia 1973 – północny filar Eigeru w zespole kobiecym z Danutą Gellner-Wach i Stefanią Egierszdorff,
- 1978 – pierwsze przejście północnej ściany Matterhornu zimą w zespole kobiecym z Anną Czerwińską, Ireną Kęsą i Krystyną Palmowską.

### Inne góry
- 1968 – wschodni filar Trollryggenu w Norwegii z Haliną Krüger-Syrokomską (pierwsze przejście kobiece, siódme w ogóle)[16].
- 1970 – Pik Lenina (7134 m) w Pamirze, jej pierwszy siedmiotysięcznik.
- 23 sierpnia 1972 – Noszak (7492 m) w Hindukuszu.
- 17 marca 1981 – ciężki wypadek na Elbrusie – otwarte złamanie kości udowej po upadku.
- 1985 – Aconcagua w Andach południową ścianą w stylu alpejskim.

### Himalaje i Karakorum
- 1975 – kierowniczka i organizatorka kobiecej wyprawy na Gaszerbrumy. O wyprawie opowiada film pt. Temperatura wrzenia.
  - 11 sierpnia – Gaszerbrum III 7946 m (wspólnie z Alison Chadwick-Onyszkiewicz, Januszem Onyszkiewiczem i Krzysztofem Zdzitowieckim). Jest to rekord wysokości pierwszego wejścia z udziałem kobiet.
- 16 października 1978 – Mount Everest (jako trzecia kobieta w historii oraz pierwsza osoba z Polski).
- 15 lipca 1985 – Nanga Parbat ścianą Diamir (wraz z Krystyną Palmowską i Anną Czerwińską – pierwsze wejście czysto kobiece).
- 23 czerwca 1986 – K2 (jako pierwsza kobieta i pierwsza osoba z Polski[17]).
- 18 września 1987 – Sziszapangma (z Ryszardem Wareckim – jako pierwsi Polacy, Elsą Ávila, Carlosem Carsolio i Ramíro Navarrete).
- 12 lipca 1989 – Gaszerbrum II.
- 16 lipca 1990 – Gaszerbrum I z Ewą Pankiewicz,
- 26 września 1991 – Czo Oju (samotnie).
- 22 października 1991 – Annapurna południową ścianą (samotnie, wejście dyskusyjne – ostatecznie udowodnione i uznane).

Zdobyła osiem z czternastu ośmiotysięczników: Mount Everest, Nanga Parbat, K2, Sziszapangmę, Gaszerbrum II, Gaszerbrum I, Czo Oju i Annapurnę.

## Odznaczenia
- Krzyż Kawalerski Orderu Odrodzenia Polski (1979)[18]
- Sitara-e Imtiaz (Pakistan, 1991)[18]

## Publikacje
Była autorką i współautorką filmów i książek alpinistycznych:

### Książki
- Karawana do marzeń, At Publications, Londyn, Kraków 1994, ISBN 0-9521421-6-3
- Na jednej linie, Krajowa Agencja Wydawnicza, Warszawa 1986, ISBN 83-03014-07-2, (II) Wydawnictwo ATI, Wydawnictwo PiT, Kraków 1996 ISBN 83-86219-27-0, (III) Wydawnictwo Iskry, Warszawa 2010 ISBN 978-83-2440129-1
- Zdobycie Gasherbrumów, Sport i Turystyka, Warszawa 1979, ISBN 83-217-2255-5

### Filmy
- Kobiety śniegu – film dokumentalny z wyprawy na Gaszerbrum I, zrealizowany z Krzysztofem Langiem, Filmcontract 1989 (25 min.)
- Requiem – film dokumentalny (1988)[19]
- Ludzie na Baltoro – film dokumentalny (1988)[20]
- Tango – zrealizowany z Krzysztofem Langiem, WFDiF 1986 (14 min.)
- Nanga Parbat '85 – film dokumentalny (1986)
- Gdybyś przyszedł pod tę ścianę – film dokumentalny (1986)[21]

## Upamiętnienie

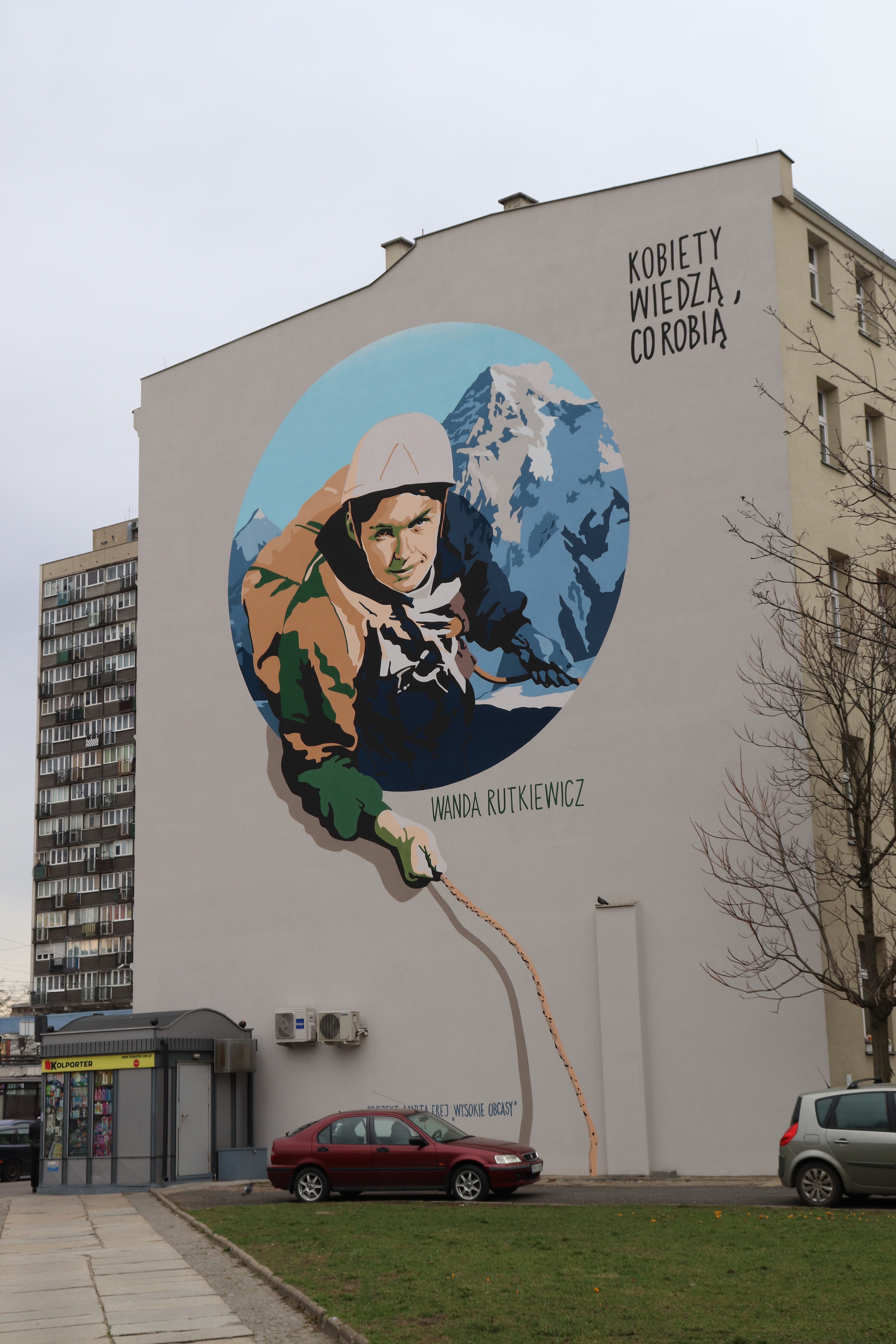
Mural we Wrocławiu poświęcony Wandzie Rutkiewicz (2019)

- Po śmierci Wandy Rutkiewicz Zbigniew Jara napisał wiersz pt. Niepokonana zadedykowany himalaistce, który został opublikowany w miesięczniku „Góry i Alpinizm”[22][23]. Krzysztof Gajda napisał piosenkę Epitafium dla Wandy Rutkiewicz (alternatywna nazwa Wanda Rutkiewicz) wykonywaną przez Kwartet ProForma[24].
- Pośmiertnie w 1994 jako jedna z trzech pierwszych osób Wanda Rutkiewicz została odznaczona Medalem im. Króla Alberta I, przyznawanym za wyjątkowe zasługi górskie przez King Albert Memorial Foundation[18].
- Organizowany jest Festiwal Filmów Alpinistycznych im. Wandy Rutkiewicz[25]
- Jest patronką szkół w Polsce. Są to: w Warszawie Szkoła Podstawowa nr 300, we Wrocławiu Szkoła Podstawowa nr 81, gminny Zespół Szkół w Janowicach Wielkich, Zespół Szkół w Rząsce, Szkoła Podstawowa w Duchnicach[26].
- Jest patronką ulic w Warszawie w dzielnicy Wilanów, w bezpośredniej okolicy zespołu szkół jej imienia, we Wrocławiu na osiedlu Gaj, w Częstochowie, w dzielnicy Wrzosowiak, w Oleśnicy oraz Łańcucie (patronka ulicy i osiedla).
- Poczta Polska w 75 rocznicę urodzin w dniu 4 lutego 2018 r. wydała kartkę pocztową ze znakiem opłaty, na którym przedstawiono Mount Everest, na ilustracji kartki pokazano zdjęcie Wandy Rutkiewicz podczas wspinaczki w Pirenejach w 1969 roku.
- W 2018 roku, decyzją samorządu miasta Płungiany (Litwa), postanowiono upamiętnić Wandę Rutkiewicz, przemianowując ulicę jej imieniem. Wspomniana ulica to ta sama, na której stał jej dom rodzinny[27].
- Teatr Polski w Bielsku-Białej wystawił 14 października 2017 roku monodram pt. „Wanda” napisany na podstawie życia Wandy Rutkiewicz. Autorką tekstu jest Wiesława Sujkowska, spektakl wyreżyserowały Maria Sadowska i Joanna Grabowiecka, w rolę Wandy wcieliła się Anita Jancia[28].
- Uchwałą Sejmu RP IX kadencji z 14 października 2021 zdecydowano o ustanowieniu roku 2022 Rokiem Wandy Rutkiewicz[29]. Patronom roku 2022 poświęcono wydanie specjalne Kroniki Sejmowej[30].
- Muzeum Śląskie w Katowicach w 80 rocznicę urodzin Wandy Rutkiewicz i 45-lecie zdobycia przez nią Mount Everestu zorganizowało wystawę ,,Spojrzenie z góry. Archiwum Wandy Rutkiewicz", dostępną dla zwiedzających od 16 listopada 2023 do 23 czerwca 2024 roku. Kuratorkami wystawy są Katarzyna Gębarowska i Beata Lisicka[31][32].
- W 2024 roku miała miejsce premiera filmu Ostatnia wyprawa w reżyserii Elizy Kubarskiej, która odbyła się podczas festiwalu Millenium Docs Against Gravity[33]. Film, oparty m.in. na niepublikowanych wcześniej audio-dziennikach himalaistki, wszedł na ekrany kin 18 października 2024 r.[34][35].

## Filmografia
- Z góry widać lepiej – film dokumentalny w reżyserii Bartosza Kowalskiego, Telewizja Polska 2022 (76 min.)[36]
- Ślady na śniegu – reportaż telewizyjny Waldemara Heflicha, Telewizja Polska 1990 (29 min.)[37]
- 100 pytań do... – program telewizyjny, realizacja Krzysztof Jasiński, Telewizja Polska 1989 (37 min.)
- SKOK – film konkursowy[38].